# Gare de Thieu
La gare de Thieu est une gare ferroviaire belge de la ligne 118, de La Louvière-Centre à Mons, située à Thieu, section de la commune du Rœulx, dans la Province de Hainaut en Région wallonne.
C'est une halte voyageurs de la Société nationale des chemins de fer belges (SNCB) desservie, uniquement en semaine, par des trains Omnibus (L) et Heure de pointe (P).

## Situation ferroviaire
Établie à 68 mètres d'altitude, la gare de Thieu est située au point kilométrique (PK) 6,4 de la ligne 118, de La Louvière-Centre à Mons, entre les gares ouvertes de Bracquegnies et d'Havré.

## Histoire
Le point d'arrêt de Thieu, dépendant de la gare de Bracquegnies, est mis en service par l’Administration des chemins de fer de l’État belge le 13 février 1887.
Elle devient une halte le 25 août 1896, et sera dotée d'un bâtiment des recettes, de type 1893, mis en adjudication le 28 novembre 1895 dans la gare de Tournai pour un montant avoisinant les 14 000 francs.
Ce bâtiment s'enfonça progressivement dans le sol, au point de nécessiter la construction d'un mur de soutènement pour accéder au bâtiment, le seuil des portes s'étant retrouvé plus bas que les quais. En 1922, cet enfoncement, dont la cause restait à déterminer (galeries minières ou nature du sous-sol) avait atteint 1 mètre.
Cette construction a depuis été démolie et Thieu est devenue une halte sans personnel.

## Service des voyageurs

### Accueil
Halte SNCB, c'est un point d'arrêt non géré (PANG) à accès libre.
Les quais sont situés de part et d'autre du passage à niveau routier.

### Desserte
Thieu est desservie par des trains Omnibus (L) et Heure de pointe (P) de la SNCB, qui effectuent des missions sur la ligne commerciale : 118 (Mons - Charleroi),.
En semaine, la gare est desservie toutes les heures par des trains L reliant La Louvière-Sud à Quévy via Mons.
Il existe également trois trains supplémentaires d'heure de pointe (P) :
- l'un relie La Louvière-Sud à Mons le matin ;
- le deuxième relie Manage à Quévy le matin ;
- le dernier relie Mons à Manage l'après-midi.

À noter que les trains vers Manage ne desservent pas La Louvière-Sud mais empruntent un autre itinéraire via La Louvière-Centre.
Les week-ends et jours fériés, la gare est seulement desservie toutes les deux heures par des trains L entre La Louvière-Sud et Mons.

### Intermodalité
Un parc pour les vélos et un parking pour les véhicules y sont aménagés.

## Comptage voyageurs
Le graphique et le tableau montrent le nombre de passagers qui en moyenne embarquent durant la semaine, le samedi et le dimanche.
| Nombre de voyageurs qui embarquent à la gare de Thieu | Nombre de voyageurs qui embarquent à la gare de Thieu | Nombre de voyageurs qui embarquent à la gare de Thieu | Nombre de voyageurs qui embarquent à la gare de Thieu |
|                                                       | Semaine                                               | Samedi                                                | Dimanche                                              |
| ----------------------------------------------------- | ----------------------------------------------------- | ----------------------------------------------------- | ----------------------------------------------------- |
| 1977                                                  | 265                                                   | 98                                                    | 47                                                    |
| 1978                                                  | 189                                                   | 49                                                    | 26                                                    |
| 1979                                                  | 214                                                   | 33                                                    | 33                                                    |
| 1980                                                  | 107                                                   | 25                                                    | 26                                                    |
| 1981                                                  | 176                                                   | 20                                                    | 36                                                    |
| 1982                                                  | 177                                                   | 93                                                    | 67                                                    |
| 1983                                                  | 215                                                   | 56                                                    | 30                                                    |
| 1984                                                  | 196                                                   | 48                                                    | 30                                                    |
| 1985                                                  | 209                                                   | 51                                                    | 23                                                    |
| 1986                                                  | 229                                                   | 31                                                    | 14                                                    |
| 1987                                                  | 241                                                   | 58                                                    | 37                                                    |
| 1988                                                  | 211                                                   | 61                                                    | 45                                                    |
| 1989                                                  | 291                                                   | 52                                                    | 39                                                    |
| 1990                                                  | 146                                                   | 58                                                    | 67                                                    |
| 1991                                                  | 202                                                   | 70                                                    | 39                                                    |
| 1992                                                  | 241                                                   | 56                                                    | 51                                                    |
| 1993                                                  | 190                                                   | 60                                                    | 54                                                    |
| 1994                                                  | 187                                                   | 28                                                    | 22                                                    |
| 1995                                                  | 119                                                   | 15                                                    | 13                                                    |
| 1996                                                  | 144                                                   | 20                                                    | -                                                     |
| 1997                                                  | 138                                                   | 10                                                    | -                                                     |
| 1998                                                  | 133                                                   | 7                                                     | 10                                                    |
| 1999                                                  | 120                                                   | 13                                                    | 5                                                     |
| 2000                                                  | 145                                                   | 20                                                    | 16                                                    |
| 2001                                                  | 115                                                   | 8                                                     | 8                                                     |
| 2002                                                  | 106                                                   | 16                                                    | 6                                                     |
| 2003                                                  | 113                                                   | 16                                                    | 10                                                    |
| 2004                                                  | 132                                                   | 12                                                    | 11                                                    |
| 2005                                                  | 104                                                   | 20                                                    | 11                                                    |
| 2006                                                  | 103                                                   | 10                                                    | 13                                                    |
| 2007                                                  | 80                                                    | 24                                                    | 7                                                     |
| 2008                                                  | -                                                     | -                                                     | -                                                     |
| 2009                                                  | 123                                                   | 16                                                    | 18                                                    |
| 2010                                                  | -                                                     | -                                                     | -                                                     |
| 2011                                                  | -                                                     | -                                                     | -                                                     |
| 2012                                                  | 102                                                   | 19                                                    | 13                                                    |
| 2013                                                  | 83                                                    | 11                                                    | 29                                                    |
| 2014                                                  | 81                                                    | 20                                                    | 25                                                    |
| 2015                                                  | 78                                                    | 29                                                    | 18                                                    |
| 2016                                                  | 73                                                    | 14                                                    | 15                                                    |
| 2017                                                  | 70                                                    | 16                                                    | 13                                                    |
| 2018                                                  | 70                                                    | 25                                                    | 15                                                    |
| 2019                                                  | 99                                                    | 19                                                    | 25                                                    |
| 2020                                                  | 80                                                    | 20                                                    | 10                                                    |
| 2021                                                  | -                                                     | -                                                     | -                                                     |
| 2022                                                  | 104                                                   | 25                                                    | 36                                                    |
| 2023                                                  | 116                                                   | 33                                                    | 29                                                    |
| 2024                                                  | 101                                                   | 27                                                    | 25                                                    |